# هيبسيدين
الهيبسيدين هو هرمون ببتيدي ينتجه الكبد. اكتشف في سنة 2000 ويبدو أنه المنظم الرئيسي لتوازن الحديد في الإنسان والثدييات الأخرى. الجين المشفر للهيبسيدين في الإنسان هو جين هيبسيدين.

## التركيب
أحجام هرمون الهيبسيدين وطليعة الهرمون وسلف طليعة الهرمون هي 25 و 60 و84 حمض أميني على التوالي. يخرج في البول أشكال من الهيبسيدين تتكون من 22 و20 حمض أميني. منطقة الطرف الأميني مطلوبة لأداء وظيفته وحذف ببتيدات الطرف الأميني ينتج عنه فقدان وظيفته.
تركيب الهيبسيدين غني بصفائح بيتا مع أربعة روابط ثنائي الكبريتيد.

## الوظيفة
يعمل الهيبسيدين على التثبيط المباشر للفيروبورتين [الإنجليزية] وهو بروتين ينقل الحديد خارج الخلايا المخزنة له. الفروبورتين موجود في خلايا الامتصاص المعوية والماكروفاج. بتثبيط الفروبورتين فإن الهيبسيدين يمنع خلايا الامتصاص المعوية من افراز الحديد في الجهاز البوابي الكبدي، وبذلك يقلل امتصاص الحديد. يمنع الهيبسيدين أيضا خروج الحديد من خلايا الماكروفاج. لذا يصون الهيبسيدين توازن الحديد في الجسم. نشاط الهيبسيدين مسئول جزئيا عن عزل الحديد الذي يلاحظ في فقر الدم المصاحب للأمراض المزمنة.
هناك عدة طفرات في الهيبسيدين ينتج عنها داء ترسب الأصبغة الدموية اليفعي [الإنجليزية]. معظم حالات داء ترسب الأصبغة الدموية تكون نتيجة طفرات في الهيموجوفيلين [الإنجليزية] وهو أحد منظمي إنتاج الهيبسيدين.
أظهر الهيبسيدين نشاطاً مضادا للفطريات متسقاً أما النشاط المضاد للبكتريا فأنه يبدو غير متسق. الأدلة العلمية المتوفرة تقترح أن الهيبسيدين هرمون تنظيم مركزي وأن فعله الرئيسي هو تنظيم توازن الحديد.

## اقرأ المزيد
- Camaschella C (2005). "Understanding iron homeostasis through genetic analysis of hemochromatosis and related disorders". Blood. ج. 106 ع. 12: 3710–7. DOI:10.1182/blood-2005-05-1857. PMID:16030190.

## وصلات خارجية
- http://www.hepcidinanalysis.com
- hepcidin في المكتبة الوطنية الأمريكية للطب نظام فهرسة المواضيع الطبية (MeSH).